# Робін Гуд (фільм, 1991)
Робін Гуд (англ. Robin Hood) — британський фільм 1991 року.

## Сюжет
Солдати короля переслідують на смерть переляканого мельника, щоб покарати його за браконьєрство. За наказом сера Майлза Фолкане вони повинні виколоти йому очі. Але відважний лицар Робін Гуд рятує нещасного від вірної загибелі, позбавивши сера Майлза задоволення добити напівживого бідняка. Сера Робіна Гуда запрошують в замок барона Дагерра. Там йому висувають звинувачення в образі високого гостя і порушенні королівських законів. Робін приносить Майлзу свої вибачення.
Але той вимагає іншого покарання — публічної прочуханки. Виносить свій вердикт і сер Дагерра: за образу королівського престолу і опір солдатам короля він оголошує Робіна поза законом і наказує заарештувати до рішення королівського суду. Але відважному лицареві вдається втекти із замку. Незабаром в лісі створюється справжнє військо стрільців, готове захищати справедливість. От тільки прекрасна Маріанна повинна стати дружиною Майлза. З цим Робін Гуд не бажає змиритися.

## У ролях
- Патрік Бергін — Робін Гуд
- Ума Турман — Маріанна
- Юрген Прохнов — Сер Майлз Фолкане
- Едвард Фокс — Принц Джон
- Йерун Краббе — барон Роджер Дагер
- Денні Вебб — мельник
- Конрад Есквіт — Лодвік
- Баррі Стентон — Митра
- Оуен Тіл — Вілл Скарлетт
- Фелім Макдермотт — Шут
- Керолін Бекхаус — Ніколь, пані Роджера
- Девід Морріссі — Маленький Джон
- Каспар Де Ла Мер — тесляр Сем Тіммонс
- Сесіль Хоббс — Мейбл
- Гебріелль Рейді — Лілі
- Стівен Паллістер — Джек Руннель
- Кевін Паллістер — Чарлі Руннель
- Алекс Нортон — Гаррі
- Джеф Неттал — монах Тук
- Річард Мур — Абат
- Джонатан Каллен — Джеральд Тьюксбері
- Ентоні О'Доннелл — Емлін
- Гебріелль Ллойд — Гаммер Танзі
- Джош Моран Джош Моран — вартівник замку
- Стен Пінтон — Бородатий Мейсон